# Paulus Potter
Paulus Potter (Enkhuizen, batejat el 20 de novembre de 1625 - Amsterdam, enterrat el 17 de gener de 1654) fou un pintor holandès de l'Edat d'Or neerlandesa.

## Vida
Paulus Potter va néixer a Enkhuizen i va aprendre l'ofici del seu pare Pieter Symonsz. Potter. La seva mare es deia Aechtie Pouwels i venia d'una família rica. El seu germà també era pintor.
L'any 1646 Potter va esdevenir membre del gremi d'Amsterdam. També va viure alguns anys a la Haia en un estudi al Dunne Bierkade 17, al costat de Jan van Goyen. A la Haia va conèixer la seva dona, que era la filla d'un arquitecte. Gràcies a la seva aparença decent, Potter va ser presentat a l'elit. Entre altres, membres de la Casa d'Orange van comprar obres d'ell. L'any 1652 Potter va marxar a Amsterdam a la invitació de Nicolaes Tulp, que ja tenia un bon nombre de pintures de Potter.
Paulus Potter va morir a l'edat de 28 anys a causa de tuberculosi.

## Obra
Potter va deixar al voltant de 100 pintures, la majoria de format petit. A més de les pintures, també va fer alguns petits aiguaforts. Al principi pintava situacions històriques, com el seu pare. Tanmateix, va esdevenir famós com pintor d'animals, perquè pintava sobretot bestiar en el paisatge neerlandès. Pintava de manera realista, amb molta atenció a la pell, l'expressió i la posició dels animals. La seva pintura més famósa és El Brau Jove, de l'any 1647. Aquesta pintura enorme (2,25x3,40 metres) es troba a la Mauritshuis (la Haia).
A més del bestiar (bous, cavalls i porcs), també va pintar un esquirol, un lleó i un camell. Probablement els havia vist en un zoològic de la familia reial neerlandesa. També pintava alguns retrats de gossos.
L'obra de Paulus Potter forma part de la pintura de Barroc.

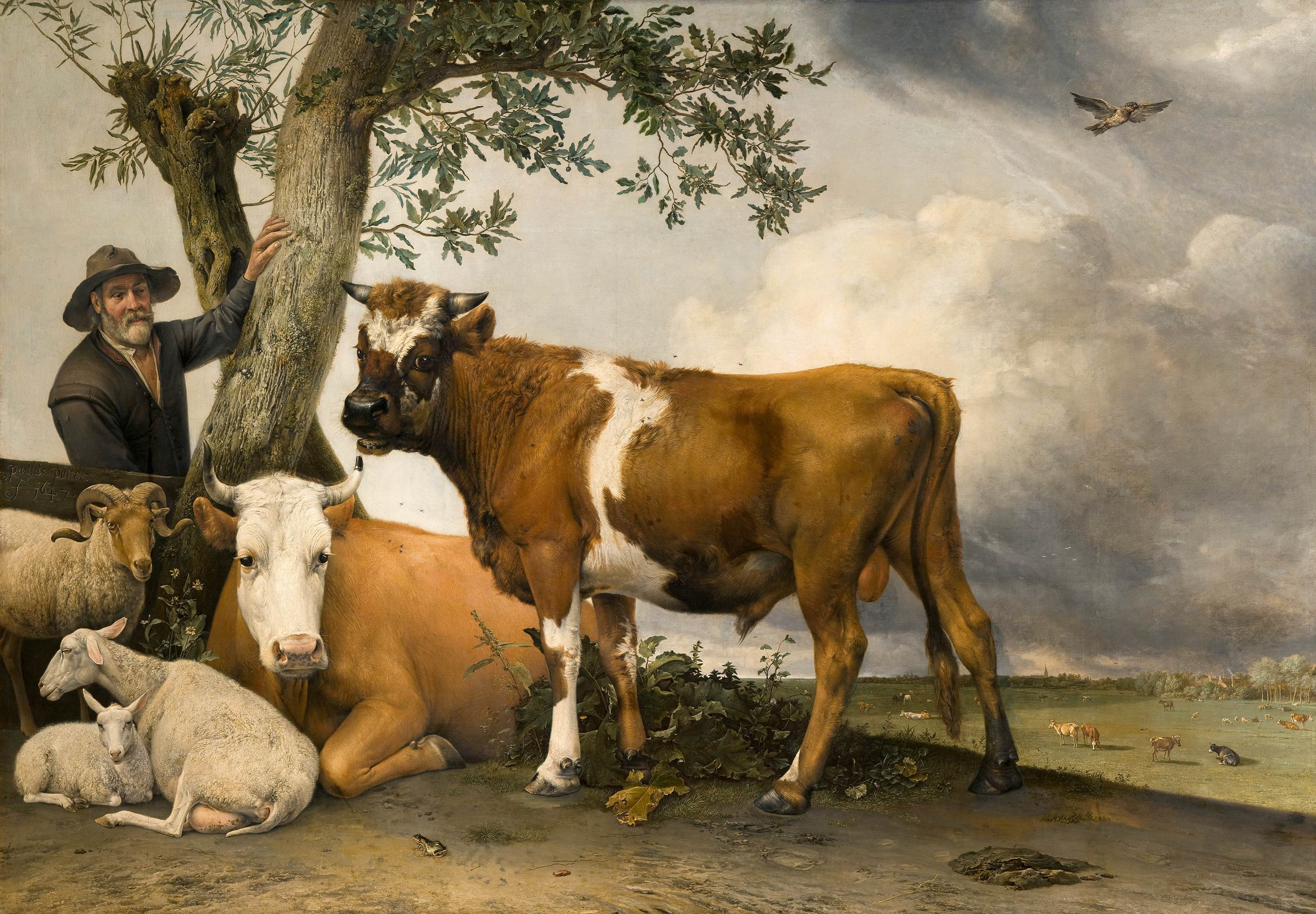
El Brau Jove. ca. 1647. Oli sobre tela. 235,5 x 339 cm

## Museus
Les pintures de Potter es troben en diversos museus, entre altres:
- Rijksmuseum a Amsterdam
- Mauritshuis a La Haia
- Ermitage a Sant Petersburg
- National Gallery a Londres
- Getty Center a Los Angeles